# Pinus glabra
Pinus glabra é uma espécie de pinheiro originária do Novo Mundo. Faz parte do grupo de espécies de pinheiros com área de distribuição no Canadá e Estados Unidos (com exceção das àreas adjacentes à fronteira com o México).